# Interaction protéine-ADN
Les interactions protéine-ADN sont l'ensemble des liaisons chimiques unissant une protéine à une molécule d'ADN. Elles interviennent notamment pour réguler les fonctions biologiques de l'ADN, en premier lieu pour moduler l'expression génétique. Ainsi, les facteurs de transcription sont des protéines qui se lient à l'ADN pour activer ou réprimer l'expression de certains gènes en interagissant avec des séquences nucléotidiques spécifiques. Les histones sont des protéines qui permettent le conditionnement de l'ADN en chromatine au sein des chromosomes, ce qui a pour effet de le rendre considérablement plus compact au moyen d'interaction protéine-ADN peu spécifiques. Certaines enzymes, par exemple l'uracile-ADN glycosylase impliquée dans la réparation de l'ADN, interagissent avec l'ADN de façon très spécifique.
Les protéines interagissent avec la double hélice d'ADN généralement au niveau du grand sillon, mais il existe des exceptions.

## Biotechnologie
La conception de protéines se liant à des séquences précises d'ADN est un objectif important des biotechnologies. On a ainsi réalisé des protéines à doigt de zinc conçues pour se lier à des séquences spécifiques d'ADN, ce qui a servi au développement de nucléases à doigt de zinc. Plus récemment, des transcription activator-like effector nucleases ont été créées à partir des protéines naturellement sécrétées par le système de sécrétion de type III (en) des protéobactéries du genre Xanthomonas lorsqu'elles infectent diverses espèces de plantes. 
Diverses techniques permettent de mettre en évidence les interactions protéine-ADN in vivo. On peut par exemple utiliser :
- le retard sur gel (EMSA ou electrophoretic mobility shift assay), très largement utilisée pour identifier de telles interactions ;
- l'immunoprécipitation de chromatine, utilisée pour identifier la séquence de fragments d'ADN qui se lient à un facteur de transcription connu ; lorsqu'elle est combinée avec le séquençage haut débit (HTS ou high-throughput sequencing), cette technique est appelée Chip-Seq ; lorsqu'elle combinée avec des puces à ADN, on l'appelle ChIP-chip ;
- l'empreinte à la DNase (DNase footprinting assay), utilisée pour identifier le site de liaison d'une protéine à l'ADN ;
- la cristallographie aux rayons X, permettant d'établir avec précision la géométrie tridimensionnelle des interactions protéine-ADN.